# 한성학

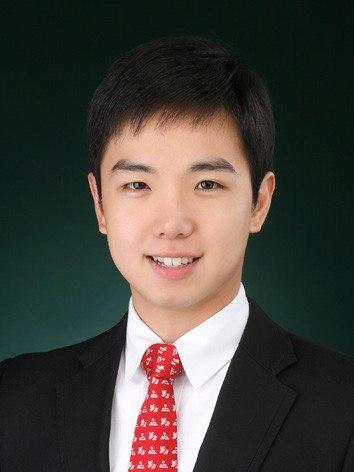

한성학(韓成學, 1985년 1월 26일~)은 대한민국의 기업인이다. 故 한영도와 故 박광순의 장남 한청호와 故 이준영과 김순례의 3녀 이정숙의 아들로, 주식회사 카이브러리의 대표이사이다. 형제로는 한준학(남동생)이 있다.

## 생애
1985년 1월 26일 파라과이 아순시온에서 태어났다. 한국에서 학교 생활하게 하려던 부모의 의지에 따라 초등학교 4학년 때 한국으로 이민왔고, 그 후로는 주로 한국에 거주하고 있다.

## 국적
파라과이에서 출생하였고 속지주의를 따르는 현지법상 파라과이 국적을 출생시 획득했으며, 부모가 한국인이고 속인주의를 따르는 한국법상 한국인 국적을 동시에 갖게 되었다. 하지만, 한국에서 군복무를 하면서 파라과이 국적은 말소가 되고 한국 국적만 남아 최종적으로는 한국인이 되었다. 이 때 에피소드가 하나 있는데, 한국에서 군복무를 정상적으로 이행하였으므로 자동으로 한국인이 되어야 하는 것이 맞지만 알 수 없는 행정적인 착오로 인해 전역 후에는 몇달간 무국적자로 지내게 되어, 국적회복절차를 밟는 일이 있었다.

## 종교
가족들은 모두 무교이지만, 혼자 기독교신자이다. 한국에 온 11살 때 막내 이모를 따라 교회에 나가면서부터 기독교 신자가 되었고, 어릴때부터 다니던 교회를 성인이 되어서도 계속 다니고 있다. 교회 내의 지적장애인을 위한 부서에 2009년부터 소속되어 활동하고 있다.

## 혈액형 및MBTI
B형, INFJ-A

## 병역
2007년 8월 6일 월요일 해병대 병 1051기(17테크)로 입대하여, 해병대 제2사단으로 자대배치를 받아 병장 만기전역하였다. 참고로 친동생은 해병대 1008기로, 같은 해병대 2사단(방공포대)에서 만기 전역하였다. 거의 '터치 기수'(보통 24개월 차이가 나는 기수를 의미함, 1051기의 터치 기수는 48 기수 차이가 나는 1003기)이기도 하고, 병과와 소속 부대도 달라 군생활을 하는 동안 마주친적은 없다. 굳이 해병대에 입대한 이유로는 일단 친동생이 해병대에 먼저 입대를 하기도 하였고, 친하게 지내던 동네 친구들이 대부분 해병대 아니면, 특전사로 먼저 군복무를 하였기 때문에 자연스럽게 해병대를 선택하게 되었다.

## 학력
Dante Alighieri(4학년 재학 중 한국으로 이민)
부천서초등학교(졸업)
부천중학교(졸업)
계남고등학교(졸업)
고려대학교(졸업)
현재 MBA과정 중

## 경력
작곡가: 대한민국의 유명 작곡가인 주영훈 밑에서 작곡을 잠시 배우며 작곡가로서 잠시 생활한 적이 있으나, 발표한 작품은 없다.
아나운서: MBC, KBS, SBS 모두 최종에서 떨어지고, 지방 방송사와 케이블 채널 방송사에서 잠시 계약직으로 활동한 적이 있으나, 오래 활동하지는 않았다.
팟캐스트 활동: 애플의 팟캐스트에 자신이 직접 기획한 '누구나 알法한 이야기' 시리즈(시즌 1~2)를 당시 동문 법대생이었던 친구와 함께 약 2년간 제작하여 내보냈다. 한 때 한국 팟캐스트 전체 순위 6위까지 오르는 등 활발하게 활동을 했었다.
레오콘코리아(2013~2015)
에스유디(2015~2017)
(주)푸르고바이오로직스(2018~2021)
주식회사 카이브러리(2021~)

## 저서
잠시 법학적성시험을 준비한적이 있기 때문에 그 공부했던 내용을 바탕으로 법학적성시험 기출문제 해설서를 집필하여 출판한적이 있다. 참고로, 함께 시험을 준비했던 스터디원들은 현재 모두 법조인이 되었다.
법학적성시험 추리논증 분해부터 조립까지
법학적성시험 추리논증 분해부터 조립까지
법학적성시험 추리논증 분해부터 조립까지
법학적성시험 추리논증 분해부터 조립까지
법학적성시험 추리논증 분해부터 조립까지
법학적성시험 추리논증 분해부터 조립까지

## 특기/취미
검도: 12살 때부터 군입대 전까지 검도(해동검도)를 수련했다. 공인 4단이며, 사범 자격증을 취득하였다.
운전: 본인이 가장 잘 하는 것이 운전이라고 생각하며, 스트레스를 운전으로 푼다. 자동차 자체에 관심이 많으며, 자동차 제조 브랜드 중에서는 BMW를 가장 좋아한다.
게임: 어려서부터 컴퓨터 게임을 좋아했고, 소질이 있었는데 특히 잘했던 게임 장르는 전략적 판단과 빠른 컨트롤이 중요한 RTS류이며, C&C 시리즈, 스타크래프트 시리즈에서 래더랭킹 상위에 자주 오르며 두각을 나타냈다. 그외에도, AOS 장르 게임을 좋아하며 좋은 성적을 냈다. 특히 히어로즈 오브 더 스톰은 그랜드마스터권에 꾸준하게 위치한 바 있다.